# Cesson
Cesson és un municipi francès, situat al departament del Sena i Marne i a la regió d'Illa de França. L'any 2007 tenia 7.728 habitants.
Forma part del cantó de Savigny-le-Temple, del districte de Melun i de la Comunitat d'aglomeració Grand Paris Sud Seine-Essonne-Sénart.

## Demografia

### Població
El 2007 la població de fet de Cesson era de 7.728 persones. Hi havia 2.800 famílies, de les quals 562 eren unipersonals (164 homes vivint sols i 398 dones vivint soles), 829 parelles sense fills, 1.138 parelles amb fills i 271 famílies monoparentals amb fills.
La població ha evolucionat segons el següent gràfic:
Habitants censats

### Habitatges
El 2007 hi havia 3.010 habitatges, 2.859 eren l'habitatge principal de la família, 13 eren segones residències i 138 estaven desocupats. 2.740 eren cases i 266 eren apartaments. Dels 2.859 habitatges principals, 2.494 estaven ocupats pels seus propietaris, 320 estaven llogats i ocupats pels llogaters i 46 estaven cedits a títol gratuït; 51 tenien una cambra, 140 en tenien dues, 187 en tenien tres, 582 en tenien quatre i 1.899 en tenien cinc o més. 2.613 habitatges disposaven pel capbaix d'una plaça de pàrquing. A 1.340 habitatges hi havia un automòbil i a 1.338 n'hi havia dos o més.

### Piràmide de població
La piràmide de població per edats i sexe el 2009 era:
| Homes | Edats   | Dones |
| ----- | ------- | ----- |
| 0     | 95 o +  | 0     |
| 0     | 90 a 94 | 20    |
| 12    | 85 a 89 | 16    |
| 32    | 80 a 84 | 32    |
| 60    | 75 a 79 | 92    |
| 76    | 70 a 74 | 92    |
| 192   | 65 a 69 | 180   |
| 208   | 60 a 64 | 220   |
| 240   | 55 a 59 | 272   |
| 332   | 50 a 54 | 372   |
| 304   | 45 a 49 | 300   |
| 324   | 40 a 44 | 296   |
| 268   | 35 a 39 | 320   |
| 252   | 30 a 34 | 284   |
| 164   | 25 a 29 | 176   |
| 244   | 20 a 24 | 196   |
| 268   | 15 a 19 | 324   |
| 316   | 10 a 14 | 328   |
| 296   | 5 a 9   | 260   |
| 220   | 0 a 4   | 160   |

## Economia
El 2007 la població en edat de treballar era de 5.020 persones, 3.687 eren actives i 1.333 eren inactives. De les 3.687 persones actives 3.495 estaven ocupades (1.769 homes i 1.726 dones) i 191 estaven aturades (92 homes i 99 dones). De les 1.333 persones inactives 520 estaven jubilades, 569 estaven estudiant i 244 estaven classificades com a «altres inactius».

### Ingressos
El 2009 a Cesson hi havia 3.056 unitats fiscals que integraven 8.420 persones, la mediana anual d'ingressos fiscals per persona era de 25.095 €.

### Activitats econòmiques
Dels 338 establiments que hi havia el 2007, 2 eren d'empreses alimentàries, 2 d'empreses de fabricació de material elèctric, 4 d'empreses de fabricació d'altres productes industrials, 26 d'empreses de construcció, 121 d'empreses de comerç i reparació d'automòbils, 15 d'empreses de transport, 18 d'empreses d'hostatgeria i restauració, 10 d'empreses d'informació i comunicació, 15 d'empreses financeres, 14 d'empreses immobiliàries, 44 d'empreses de serveis, 44 d'entitats de l'administració pública i 23 d'empreses classificades com a «altres activitats de serveis».
Dels 74 establiments de servei als particulars que hi havia el 2009, 1 era una oficina de correu, 7 oficines bancàries, 4 tallers de reparació d'automòbils i de material agrícola, 1 taller d'inspecció tècnica de vehicles, 2 autoescoles, 5 paletes, 2 guixaires pintors, 8 fusteries, 5 lampisteries, 4 electricistes, 1 empresa de construcció, 7 perruqueries, 1 veterinari, 15 restaurants, 6 agències immobiliàries, 2 tintoreries i 3 salons de bellesa.
Dels 62 establiments comercials que hi havia el 2009, 1 era, 1 un hipermercat, 1 una botiga de més de 120 m², 4 fleques, 1 una fleca, 1 una peixateria, 16 botigues de roba, 2 botigues d'equipament de la llar, 4 sabateries, 1 una sabateria, 17 botigues de mobles, 3 botigues de material esportiu, 1 una botiga de material esportiu, 1 una botiga de material de revestiment de parets i terra, 2 perfumeries, 4 joieries i 2 floristeries.
L'any 2000 a Cesson hi havia 4 explotacions agrícoles.

## Equipaments sanitaris i escolars
Els 3 equipaments sanitaris que hi havia el 2009 eren farmàcies.
El 2009 hi havia 4 escoles maternals i 6 escoles elementals. A Cesson hi havia 1 col·legi d'educació secundària i 1 liceu d'ensenyament general. Als col·legis d'educació secundària hi havia 368 alumnes i als liceus d'ensenyament general 739.

## Poblacions més properes
El següent diagrama mostra les poblacions més properes.